# 맨하탄에 밤이 오면
맨하탄에 밤이 오면(Night Falls On Manhattan)은 미국에서 제작된 시드니 루멧 감독의 1997년 영화이다. 앤디 가르시아 등이 주연으로 출연하였고 톰 마운트 등이 제작에 참여하였다.

## 출연

### 주연
- 앤디 가르시아
- 이안 홈
- 리차드 드레이퓨즈

### 조연
- 제임스 갠돌피니
- 레나 올린
- 마무드 베이 시에크
- 콜므 포어

## 제작진
- 원작자: 로버트 달리
- 공동제작: 존 H. 스타크
- 미술: 필립 로젠버그
- 의상: 조셉 G. 얼리시
- 배역: 케리 바든
- 배역: 빌리 홉킨스
- 배역: 수잔느 스미스